# 松島パークホテル
松島パークホテル（まつしまパークホテル）は、宮城県宮城郡松島町にかつてあったホテルである。日本三景の一つとして数えられる松島のランドマークとして、大正時代から約半世紀に渡って親しまれたが、1969年（昭和44年）に火災よる損傷から取り壊された。建物の設計者はヤン・レッツェル。所在地は、現在の住所で言うと松島町松島浪打浜で、仙石線松島海岸駅前の松島海岸公園グリーン広場内に当たる。

## 歴史
1909年（明治42年）、宮城県は松島を観光地として整備する松島公園計画を立案した。松島パークホテルはその中で計画された宿泊施設である。松島への外国人観光客の招致を意識したホテルだった。
ホテルは観瀾亭近くの海岸を埋め立てて建てられた。1912年（明治45年）4月に起工され、1913年（大正2年）8月15日に松島パークホテルは開業した。建設費用は4万7333円85銭だった。
ホテルの運営には築地精養軒、上野精養軒を経営する北村重昌が当たった。当初は、中央資本に松島パークホテルの経営を委託させる案に反対する声もあったが、明治時代より海外でも知られた著名旅館の松島ホテルなど開明的な旅館主らが「松島に立派な設備が出来ることは喜ぶべき」として協賛した。1930年には精養軒幹部の五百木竹四郎が経営権を譲り受けた。
戦中の1945年（昭和20年）、松島パークホテルは日本海軍の海軍工廠第三会議所として使用され、一般営業は休止された。終戦後には進駐軍であるアメリカ軍の第11空挺師団に接収されて司令官らの宿舎として使用された。進駐軍はホテルをペンキで塗装し、館内を多少改装したという。1952年（昭和27年）にアメリカ軍から返還されると、仙都国際観光株式会社がホテルの経営を引き継いだ。1955年（昭和30年）には、全国植樹祭出席のために来県した昭和天皇および香淳皇后がこのホテルに宿泊した。
松島パークホテルの周囲には松島水族館に加えて、松島ニューパークホテル跡地に動物園が新設され、ホテル周辺は松島観光の中心地の1つとなった。しかし、1969年（昭和44年）、火災で建物の一部が焼失したことから松島パークホテルは解体された。隣接していた動物園も閉鎖され、動物たちのほとんどは仙台市八木山動物公園に移された。
ホテルが取り壊された後、その敷地は緑地公園として整備され、現在は松島海岸グリーン広場となっている。
なお、松島公園計画が進められていた明治末期の宮城県知事は寺田祐之である。寺田は松島パークホテル開業前に広島県知事として転任したが、松島パークホテル建設の縁故から、広島県物産陳列館（現在の原爆ドーム）の設計者としてレッツェルを起用した。

## 構造
松島パークホテルの設計者はチェコの建築家ヤン・レッツェルである。建物は、中央の塔屋を挟み、両翼がL字型に延びる構造で、松島湾に面していた。建坪面積は約120坪だった。
建物の外観は、松島の景観に調和させるために和風で造られた。両翼の屋根は入母屋造であり、また山側にあった裏玄関の周囲には、唐草彫りや、鳳凰をあしらった懸魚など、簡略ながら寺社建築の様式が見られた。
一方、その内部は外国人宿泊客を意識した純洋風の造りだった。玄関をくぐると、階段と左右両翼へつながる楕円形のホールである。海側から見て右翼の1階には応接室や食堂などが、左翼の1階には図書室、玉突場、酒場などがあった。これらの下の地階は、厨房、使用人室、倉庫、暖房室として使われていた。2階部分は浴室やトイレを含む寝室だった。中央の塔屋は展望室として機能していた。

## 作品の舞台として
1958年（昭和33年）の松竹映画『モダン道中 その恋待ったなし』（監督野村芳太郎、主演高橋貞二、佐田啓二、岡田茉莉子）では、松島パークホテルがありし日の姿を見せている。この他に、松島パークホテルで発生した殺人事件を元にした映画として、1961年（昭和36年）公開の「警視庁物語 12人の刑事」がある。また、昭和30年代後半にテレビで事件のドキュメンタリー番組が放送された。

## 松島ニューパークホテル
松島ニューパークホテルは松島パークホテルの南側隣接地に設置された外国人客向けホテルである。基本設計を高橋貞太郎、実施設計を吉田五十八が担当した。
1940年（昭和15年）開催予定だった第12回国際オリンピック競技大会の東京市への招致活動において、1939年（昭和14年）に松島での外国人宿泊が予定されていたため国策ホテルとして建設された。総予算46万5千円で1937年（昭和12年）12月に着工し、1939年（昭和14年）8月に開業したが、開業から半年も経っていない1940年（昭和15年）1月22日、失火により焼失した。
その後、松島ニューパークホテル跡地は遊園地や動物園用地として利用された。なお、1940年の開催が決まった東京オリンピックは、その後、日中戦争の影響から中止になった。